# Jordi Magem Badals
Jordi Magem Badals (ur. 24 sierpnia 1967) – hiszpański szachista i trener szachowy (FIDE Senior Trainer od 2010), arcymistrz od 1994 roku.

## Kariera szachowa
Od połowy lat 80. XX wieku do pierwszych lat XXI wieku należał do ścisłej czołówki hiszpańskich szachistów. Wielokrotnie wystąpił w finałach indywidualnych mistrzostwach kraju, w 1990 r. zdobywając złoty, a w latach 1986, 1993 i 1997 – srebrne medale. Pomiędzy 1990 a 2010 rokiem siedmiokrotnie wystąpił na szachowych olimpiadach, natomiast w 1992, 1997 i 1999 – na drużynowych mistrzostwach Europy.
W 1999 r. zakwalifikował się do rozegranego w Las Vegas pucharowego turnieju o tytuł mistrza świata, w I rundzie pokonując Władimira Feldmana, w II – Władysława Tkaczewa, a w III przegrywając z Judit Polgar. Do innych indywidualnych sukcesów Jordi Magema Badalsa należą:
- II m. w León (1991, za Jewgienijem Władimirowem),
- dz. I m. w Barcelonie (1992, wspólnie z Josifem Dorfmanem),
- dwukrotnie dz. I m. w Pampelunie (1993/94 - wspólnie z Andriejem Sokołowem i Felixem Izetą Txabarrim oraz 1995/96 - wspólnie z Julio Grandą Zunigą),
- dz. II m. w Horgen (1994, za Julianem Hodgsonem, wspólnie z Jörgiem Hicklem i Margeirem Peturssonem),
- dz. I m. w Barberze (1995, wspólnie z Juanem Mario Gomezem Estebanem),
- I m. w Berdze (1995),
- dz. I m. w Buenos Aires (1996, memoriał Miguela Najdorfa, wspólnie z Siergiejem Tiwiakowem),
- dz. I m. w Escaldes (1998, turniej strefowy, wspólnie z Anthony Milesem, Christianem Bauerem, Loekiem van Welym, Josifem Dorfmanem, Friso Nijboerem, Jonathanem Speelmanem i Dimitrim Reindermanem),
- dz. I m. w Tarragonie (2003, wspólnie z Arturem Koganem, Thalem Abergelem i Ewgenim Janewem),
- I m. w San Sebastián (2009, turniej B, przed Loekiem van Welym).

Najwyższy ranking w dotychczasowej karierze osiągnął 1 listopada 2010 r., z wynikiem 2593 punktów zajmował wówczas 5. miejsce wśród hiszpańskich szachistów.